# Matúš Kavec
Matúš Kavec (Rajec, 1898. szeptember 23. – Pozsony, 1980. június 2.) szlovák író.

## Élete
Alap- és középfokú iskoláit Privigyén, Trencsénben és Nyitrán végezte. A tanulmányai befejezését követően 1916 és 1918 között részt vett az első világháborúban. 1918-ban közjegyzői kurzust végzett Turócszentmártonban.
1919 és 1924 között közjegyző Nagyrónán. Később Brnóban a Masaryk Egyetem Jogi Karán, majd Pozsonyban a Comenius Egyetemen szerzett diplomát. 1924-től 1953-ig a Pozsonyi Munkavállalói Betegbiztosítás Intézetében dolgozott. 1953 és 1954 között bérnyilvántartó Zsolnán, 1954-től 1958-ig az Agroprojekt műszaki kabinetének vezetője Pozsonyban, 1958-ban nyugdíjba vonult.

## Munkássága
1926-ban jelent meg az első műve, a Svetom, moje, svetom…, a regényt a bádogosok sorsa ihlette. Az ezt követő alkotásaiban is hű maradt a népi témákhoz: V rudých hmlách (1930) és a Grapy (1936) 1935-ben két regényét adta ki: Kuvik na plote (Kuvik a kerítésen) és a Nezamestnaný (A munkanélküli). Mindkettőben a pozsonyi városi környezetre összpontosított. A háború után, 1946-ban jelent meg a következő regénye, a Návrat na hole (Vissza a botokhoz), amelyet 1938-ban írt. A két világháború közötti időszakban a könyvekben megjelent alkotásai mellett novellákat és regényeket is közzétett magazinokban. 1948-ban a totalitárius rendszer kizárta őt az irodalmi életből. A kényszerszünet után 1973-ban jelent meg a Svetlonos című önéletrajzi ihletésű regénye.

## Művei
- Svetom, moje, svetom… (1926) A világ, az én, a világ…
- V rudých hmlách (1930) Vörös ködökben
- Nezamestnaný (1935) A munkanélküli
- Kuvik na plote (1935) Kuvik a kerítésen
- Grapy (1936) Hegyi tanyák
- Návrat na hole (1938) Vissza a botokhoz
- Svetlonos (1973)

## Magyarul
- 1 novella: Hófúvás (Farkas István: Magyar Írás, 1937, 1. szám, 53–58. oldal)[2]
- 1 novella: A hófúvás balladája (Mártonvölgyi L., Szlovenszkói magyar írók antológiája, 3. köt., 1937)[3]
- 1 novella: Lukács bűne ( (Sziklay Ferenc — Oláh József — Sziklay László: Mai szlovák novellák, 1943)[4]

## Fordítás
- Ez a szócikk részben vagy egészben  a   Matúš Kavec című szlovák Wikipédia-szócikk ezen változatának fordításán alapul.  Az eredeti cikk szerkesztőit annak laptörténete sorolja fel. Ez a jelzés csupán a megfogalmazás eredetét és a szerzői jogokat jelzi, nem szolgál a cikkben szereplő információk forrásmegjelöléseként.